# Sacodiscus humesi
Sacodiscus humesi är en kräftdjursart som beskrevs av Jan Hendrik Stock 1960. Sacodiscus humesi ingår i släktet Sacodiscus och familjen Tisbidae. Inga underarter finns listade i Catalogue of Life.